# Arturo Pérez-Reverte
Arturo Pérez-Reverte (Cartagena, Spanyolország, 1951. november 24. – ) spanyol író, korábban riporter.

## Élete
Gyerekkorában nagyapja könyvtárában olvasott regényeket Dumas-tól, Stevensontól és Joseph Conradtól. Újságírás-politológia szakon végzett. Kizárólag az irodalomnak él, bár korábban 21 évig (1973 – 1994) dolgozott riporterként is a sajtónak, a rádiónak és a televíziónak. Mint haditudósító számolt be több nemzetközi konfliktusról, köztük a szaharai háborúról, a délszláv háborúról, az öbölháborúról, a boszniai összecsapásokról és az argentin-brit konfliktusról. 12 évig a Pueblo című napilapnak, 9 évig a spanyol televíziónak tudósított. 1991-től saját rovata van az El Semanal hetilapban, amit hetente 4,5 milliónyian olvasnak.[mikor?] Könyvei hasonlóan sikeresek, többnyire történelmi kalandregények, néhányat magyar nyelvre is lefordítottak. 2003-tól Pérez-Reverte tagja a Spanyol Királyi Akadémiának is.

## Jelentősebb művei
- El husar (1986) Történelmi regény, a napóleoni háborúk korszakában játszódik.

- La sombra del águila (1993) Valós eseményeken alapul, spanyol rabok története, akik harcolni kényszerültek Napóleon 1812-es oroszországi hadjáratában, de szökést terveztek.

- Territorio comanche (1994) A jugoszláv háborúról írt cikkeinek gyűjteménye, szintén megfilmesítették.
- Las aventuras del capitán Alatriste Már megjelenésétől az egyik legsikeresebb könyvsorozat. 2006-ban elkészült a filmváltozata (rendező Agustín Díaz Yanes, címszereplő Viggo Mortensen). A regényfolyam kötetei:
  - El capitán Alatriste (1996) – Alatriste kapitány egy 17. századi katona, aki részt vett a flamand háborúban, s miután a háború véget ért, mint fogadott párbajvívó dolgozik. Ezt a könyvet lánya, Carlota segítségével írta.
  - Limpieza del sangre (1997) – Alatriste kapitány újabb veszélyes kalandba keveredik barátja, a költő Francisco de Quevedo által.
  - El sol de Breda (1998) – az 1625-ös bredai csata története.
  - El oro del rey (2000) – 1626-ban Sevillában Alatriste kapitány bátor harcosokat toboroz egy veszélyes küldetésre.
  - El caballero del jubón amarillo (2003) – a 17. században IV. Fülöp ellen összeesküvést szerveznek…
  - Corsarios de Levante (2006) – a kapitány a Földközi-tengeren berberek és törökök ellen harcol.
- La carta esférica (2000) – egy hajótörött tengerész megmenti egy nő életét.
- Cabo Trafalgar (2004) – a leghíresebb tengeri ütközetről.

### Magyarul megjelent
- La tabla del Flandes (1990) – A flamand tábla rejtélye (fordította Dobos Éva, kiadta a Helikon 1996-ban) Egy flamand mester sakkjátszmája, mely akár átírhatta volna az európai történelmet.
- El maestro de esgrima (1988) – A vívómester, avagy A nő árnyéka a férfiszíven (fordította Szilágyi Mihály, megjelent az Európa könyvkiadó gondozásában 2003-ban) Árulások és politikai ármánykodás Madridban 1868-ban.
- La Reina del Sur – A Dél királynője (fordította Latorre Ágnes, kiadta az Ulpius-ház 2004-ben) A főhősnő, Teresa Mendoza egy kemény legények uralta világban kénytelen megállni a helyét.
- El club Dumas (1993) – A Dumas-club. A kilencedik kapu (Dornbach Mária fordításában, kiadta az Ulpius-ház 2005-ben) Ennek filmváltozata is készült, A kilencedik kapu címmel, Johnny Depp főszereplésével.
- La piel del tambor (1995) – Dobpergés Sevillában (fordította Latorre Ágnes, megjelentette az Ulpius-ház 2006- ban) Szintén kalandregény, olyan változatos szereplői gárdával, mint egy nyomozó pap, egy titokzatos nemes hölgy, egy kalóz, egy bankár, akik mind valamilyen módon belebonyolódnak egy 19. századba nyúló rejtélybe.
- Las aventuras del capitán Alatriste (1996) – Alatriste kapitány kalandjai (Bart Dániel tolmácsolásában, kiadta az Ulpius-ház 2007-ben)
- Jó emberek (Hombres buenos); ford. Imrei Andrea; Libri, Bp., 2017

## Díjak
- 1992 : Goya-díj. legjobb forgatókönyv (A vívómester)
- 1993 : Grand Prix-díj, Franciaország (El club Dumas)
- 1993 : Asturias-díj, újságírói kitüntetés a délszláv háborúról írt cikkeiért
- 1994 : Palle Rosenkratz-díj, a Dán Kriminológiai Akadémia jóvoltából (El club Dumas)
- 2001 : Mediterrán-díj, Franciaország, a La carta esférica elismerése mint az év legjobb külföldi regénye a Goncourt Akadémia jóvoltából
- 2002 : a Francia Tengerészakadémia kitüntetése (La carta esférica)